# Franz I. (Liechtenstein)
Franz I., Fürst von und zu Liechtenstein, Herzog zu Troppau und Jägerndorf, Graf zu Rietberg (* 28. August 1853 auf Schloss Liechtenstein bei Mödling; † 25. Juli 1938 in Feldsberg) war von 1929 bis zu seinem Tode regierender Fürst von Liechtenstein.

## Biografie
Franz war der jüngste Sohn von Fürst Alois II. von Liechtenstein. Er studierte Rechtswissenschaften an den Universitäten in Wien und in Prag und wirkte zunächst im Militär, später in der Diplomatie. Zudem unterstützte er seinen Bruder, Fürst Johann II.
Von 1894 bis 1898 war Franz kaiserlich-königlich österreichisch-ungarischer Botschafter in Sankt Petersburg und pflegte ein enges Verhältnis zum Zaren Nikolaus II. Auf sein Betreiben hin wurde im Jahr 1907 das Institut für osteuropäische Geschichte an der Universität Wien gegründet, wozu auch Bücher und ganze Bibliotheken in Russland aufgekauft wurden.
1914 wurde er Ehrenmitglied der Akademie der Wissenschaften in Wien und war seit 1917 der  1.191. Ritter des Ordens vom Goldenen Vlies in Österreich. 1921 unternahm er eine „Tour diplomatique“ nach Frankreich und in die Schweiz.
Nach dem Tod seines Bruders Johann im Jahre 1929 übernahm er die Herrschaft über Liechtenstein und regierte es aus der Ferne. Sitz des Fürsten von Liechtenstein war bis 1938 Schloss Feldsberg in der Tschechoslowakei (im heutigen Tschechien). Er stiftete 1937 den Fürstlich Liechtensteinischen Verdienstorden und das Fürstlich Liechtensteinische Verdienstzeichen.
Da seine 1929 geschlossene Ehe mit Elsa von Gutmann (1875–1947) kinderlos blieb, folgte ihm sein Großneffe Franz Josef II. nach, den er bereits seit 1930 mit der Wahrnehmung von Regierungsaufgaben betraut hatte und der 1938 zudem auch Prinzregent wurde.

## Grabstätte

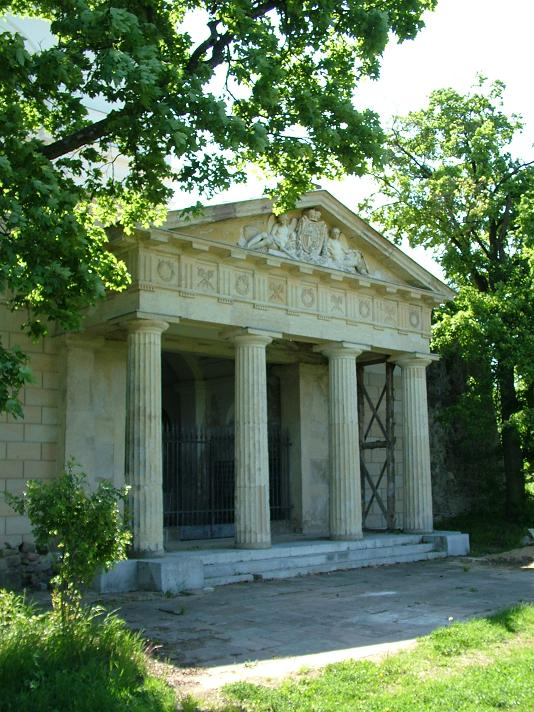
Liechtenstein-Gruft in Wranau

Fürst Franz I. wurde in der Neuen Gruft der liechtensteinischen Familiengruft in Wranau, nördlich von Brünn, beigesetzt.
Seine Gattin Fürstin Elsa fand ihre letzte Ruhestätte in der 1960 vollendeten Fürstlichen Gruft bei der katholischen Kathedral- und Stadtpfarrkirche St. Florin zu Vaduz.

## Vorfahren
| Ahnentafel Fürst Franz I. von und zu Liechtenstein | Ahnentafel Fürst Franz I. von und zu Liechtenstein                                             | Ahnentafel Fürst Franz I. von und zu Liechtenstein                                             | Ahnentafel Fürst Franz I. von und zu Liechtenstein                                                                    | Ahnentafel Fürst Franz I. von und zu Liechtenstein                                                                    | Ahnentafel Fürst Franz I. von und zu Liechtenstein                                                                    | Ahnentafel Fürst Franz I. von und zu Liechtenstein                                                                    | Ahnentafel Fürst Franz I. von und zu Liechtenstein                                                                          | Ahnentafel Fürst Franz I. von und zu Liechtenstein                                                                          |
| -------------------------------------------------- | ---------------------------------------------------------------------------------------------- | ---------------------------------------------------------------------------------------------- | --- | --- | --- | --- | --- | --- |
| Urgrosseltern                                      | Fürst Franz Josef I. (1726–1781) ⚭ 1750 Gräfin Leopoldine von Sternberg (1733–1809)            | Fürst Franz Josef I. (1726–1781) ⚭ 1750 Gräfin Leopoldine von Sternberg (1733–1809)            | Landgraf Joachim Egon zu Fürstenberg-Weitra (1749–1828) ⚭ Gräfin Sophia Theresia zu Oettingen-Wallerstein (1751–1835) | Landgraf Joachim Egon zu Fürstenberg-Weitra (1749–1828) ⚭ Gräfin Sophia Theresia zu Oettingen-Wallerstein (1751–1835) | Fürst Joseph Ernst Kinsky von Wchinitz und Tettau (1751–1798) ⚭ 1777 Gräfin Maria Rosália von Harrach (1758–1814)     | Fürst Joseph Ernst Kinsky von Wchinitz und Tettau (1751–1798) ⚭ 1777 Gräfin Maria Rosália von Harrach (1758–1814)     | Graf Rudolf von Wrbna und Freudenthal (1761–1823) ⚭ 1785 Gräfin Maria-Theresia von Kaunitz-Rietberg-Questenberg (1763–1803) | Graf Rudolf von Wrbna und Freudenthal (1761–1823) ⚭ 1785 Gräfin Maria-Theresia von Kaunitz-Rietberg-Questenberg (1763–1803) |
| Grosseltern                                        | Fürst Johann I. Josef (1760–1836) ⚭ 1792 Landgräfin Josefa zu Fürstenberg-Weitra (1776–1848)   | Fürst Johann I. Josef (1760–1836) ⚭ 1792 Landgräfin Josefa zu Fürstenberg-Weitra (1776–1848)   | Fürst Johann I. Josef (1760–1836) ⚭ 1792 Landgräfin Josefa zu Fürstenberg-Weitra (1776–1848)                          | Fürst Johann I. Josef (1760–1836) ⚭ 1792 Landgräfin Josefa zu Fürstenberg-Weitra (1776–1848)                          | Graf Franz de Paula Kinsky von Wchinitz und Tettau (1784–1823) ⚭ Gräfin Therese von Wrbna und Freudenthal (1789–1874) | Graf Franz de Paula Kinsky von Wchinitz und Tettau (1784–1823) ⚭ Gräfin Therese von Wrbna und Freudenthal (1789–1874) | Graf Franz de Paula Kinsky von Wchinitz und Tettau (1784–1823) ⚭ Gräfin Therese von Wrbna und Freudenthal (1789–1874)       | Graf Franz de Paula Kinsky von Wchinitz und Tettau (1784–1823) ⚭ Gräfin Therese von Wrbna und Freudenthal (1789–1874)       |
| Eltern                                             | Fürst Alois II. (1796–1858) ⚭ 1831 Gräfin Franziska Kinsky von Wchinitz und Tettau (1813–1881) | Fürst Alois II. (1796–1858) ⚭ 1831 Gräfin Franziska Kinsky von Wchinitz und Tettau (1813–1881) | Fürst Alois II. (1796–1858) ⚭ 1831 Gräfin Franziska Kinsky von Wchinitz und Tettau (1813–1881)                        | Fürst Alois II. (1796–1858) ⚭ 1831 Gräfin Franziska Kinsky von Wchinitz und Tettau (1813–1881)                        | Fürst Alois II. (1796–1858) ⚭ 1831 Gräfin Franziska Kinsky von Wchinitz und Tettau (1813–1881)                        | Fürst Alois II. (1796–1858) ⚭ 1831 Gräfin Franziska Kinsky von Wchinitz und Tettau (1813–1881)                        | Fürst Alois II. (1796–1858) ⚭ 1831 Gräfin Franziska Kinsky von Wchinitz und Tettau (1813–1881)                              | Fürst Alois II. (1796–1858) ⚭ 1831 Gräfin Franziska Kinsky von Wchinitz und Tettau (1813–1881)                              |
| Fürst Franz I. (1853–1938)                         |                                                                                                |                                                                                                | | | | | | |